# Barendrecht
Barendrecht (uitspraakⓘ) is een plaats en gemeente in de Nederlandse provincie Zuid-Holland. De gemeente telt 48.690 inwoners en heeft een totale oppervlakte van 21,73 km², waarvan 19,75 km² land en 1,98 km² water (22 november 2024, Bron: CBS). Een inwoner van Barendrecht wordt een Barendrechter genoemd. De gemeente ligt op het eiland IJsselmonde. Ze was een van de BAR-gemeenten en behoort tot de Metropoolregio Rotterdam Den Haag.

## Geografie
De kern van het oude Barendrecht wordt gevormd door het oude dorp rond de watertoren, maar tegenwoordig is de Middenbaan het centrale winkelgebied. Aan de oostrand hebben veel transportbedrijven hun opslag- en distributiehallen, voornamelijk, maar niet uitsluitend, voor verse groenten en fruit. In 1997 is begonnen met de aanleg van een Vinex-wijk op het grondgebied ten westen van de A29 met ongeveer 7600 woningen. Deze wijk heeft de naam Carnisselande gekregen. Sinds 25 oktober 2004 rijdt tramlijn 25 van de RET vanaf Rotterdam Schiebroek naar het nieuwe winkelcentrum Carnisse Veste gelegen in die nieuwe wijk.
Aan de Oude Maas zijn het natuurgebied Carnisse Grienden, het bouwdok, het tunnelgebouw van de Heinenoordtunnel, de Modelvliegclub Europoort (MVE), recreatiegebied de Oude Maas, de toerit van de voormalige Barendrechtse brug, een pannenkoekenhuis, de modelspoorvereniging 'Maasoever Spoorweg' en camping de Oude Maas gelegen.
Buiten het dorp Barendrecht behoren tot de gemeente: Smitshoek (voormalig dorp) en de voormalige buurtschappen Carnisse, Barendrechtse Veer, Koedood, Middeldijk en Noldijk.

## Geschiedenis
De huidige gemeente Barendrecht ligt op het gebied van drie ambachtsheerlijkheden, namelijk Oost-Barendrecht, West-Barendrecht en Carnisse. De oudste vermelding van het ambacht Oost-Barendrecht stamt uit het jaar 1264. Deze ambachten lagen in de Riederwaard, een gebied dat vanaf de 12e eeuw bedijkt werd en in de 13e en 14e eeuw regelmatig met dijkdoorbraken werd geconfronteerd. Vanaf 1484 werd de definitieve indijking gestart met de Binnenlandse polder (het gebied ten noorden van de Voordijk, de Middenbaan en de Dorpsstraat). De Buitenlandse polder ten zuiden van die lijn werd in 1555 van een dijk voorzien. De Zuidpolder ten zuiden van de Middeldijk werd in 1649 drooggelegd. Ten slotte werd in 1748 de Vredepolder van een dijk voorzien. In de Franse tijd werden de drie ambachten samengevoegd tot één gemeente Barendrecht. Na de Franse tijd werd Barendrecht gesplitst in Oost-Barendrecht en West-Barendrecht en in 1836 werden deze gemeenten wederom herenigd. De grens tussen West- en Oost-Barendrecht lag ongeveer op de huidige Barendrechtseweg, de grens tussen West-Barendrecht en Carnisse lag ter hoogte van de (voormalige) Carnisseweg.

## Politiek

### Gemeenteraad
De gemeenteraad van Barendrecht bestaat uit 29 zetels. Hieronder de behaalde zetels per partij bij de gemeenteraadsverkiezingen sinds 2006.
| Gemeenteraadszetels   | Gemeenteraadszetels | Gemeenteraadszetels | Gemeenteraadszetels | Gemeenteraadszetels | Gemeenteraadszetels |
| Partij                | 2006                | 2010                | 2014                | 2018                | 2022                |
| --------------------- | ------------------- | ------------------- | ------------------- | ------------------- | ------------------- |
| Echt voor Barendrecht | -                   | -                   | 9                   | 14                  | 20                  |
| ChristenUnie-SGP      | 4                   | 4                   | 4                   | 3                   | 3                   |
| CDA                   | 6                   | 6                   | 5                   | 4                   | 2                   |
| VVD                   | 7                   | 9                   | 5                   | 3                   | 1                   |
| PvdA                  | 6                   | 4                   | 2                   | 2                   | 1                   |
| GroenLinks            | 3                   | 3                   | 1                   | 2                   | 1                   |
| D66                   | 1                   | 3                   | 3                   | 1                   | 1                   |
| Totaal                | 27                  | 29                  | 29                  | 29                  | 29                  |

### Stedenband
- Louny (Tsjechië)

## Infrastructuur en vervoer
Door Barendrecht loopt een bundeling van 9 sporen: in volgorde van west naar oost twee voor de HSL-Zuid (links rijdend, net ten noorden van Barendrecht is de overgang van rechts naar links rijden), drie goederensporen voor de combinatie Betuweroute en goederenlijn Kijfhoek – IJsselmonde, en vier sporen voor de spoorlijn Rotterdam - Dordrecht, met station Barendrecht. De Kap van Barendrecht overkluist deze sporen over een lengte van 1,5 km; de breedte is 60 meter, de hoogte 9 meter. Binnen de kap zijn er vanaf de westkant gerekend tussenmuren na het tweede, derde, vijfde en zevende spoor (laatstgenoemde niet op het station zelf). De kap dient om de visuele en geluidsoverlast voor de omgeving te beperken. Bovendien is er op de kap een dakpark met wandelpaden, en parkeergelegenheid. Over de lengte van het station is voor wat betreft de vier sporen van de spoorlijn Rotterdam - Dordrecht het dak van glas.

### Openbaar vervoer

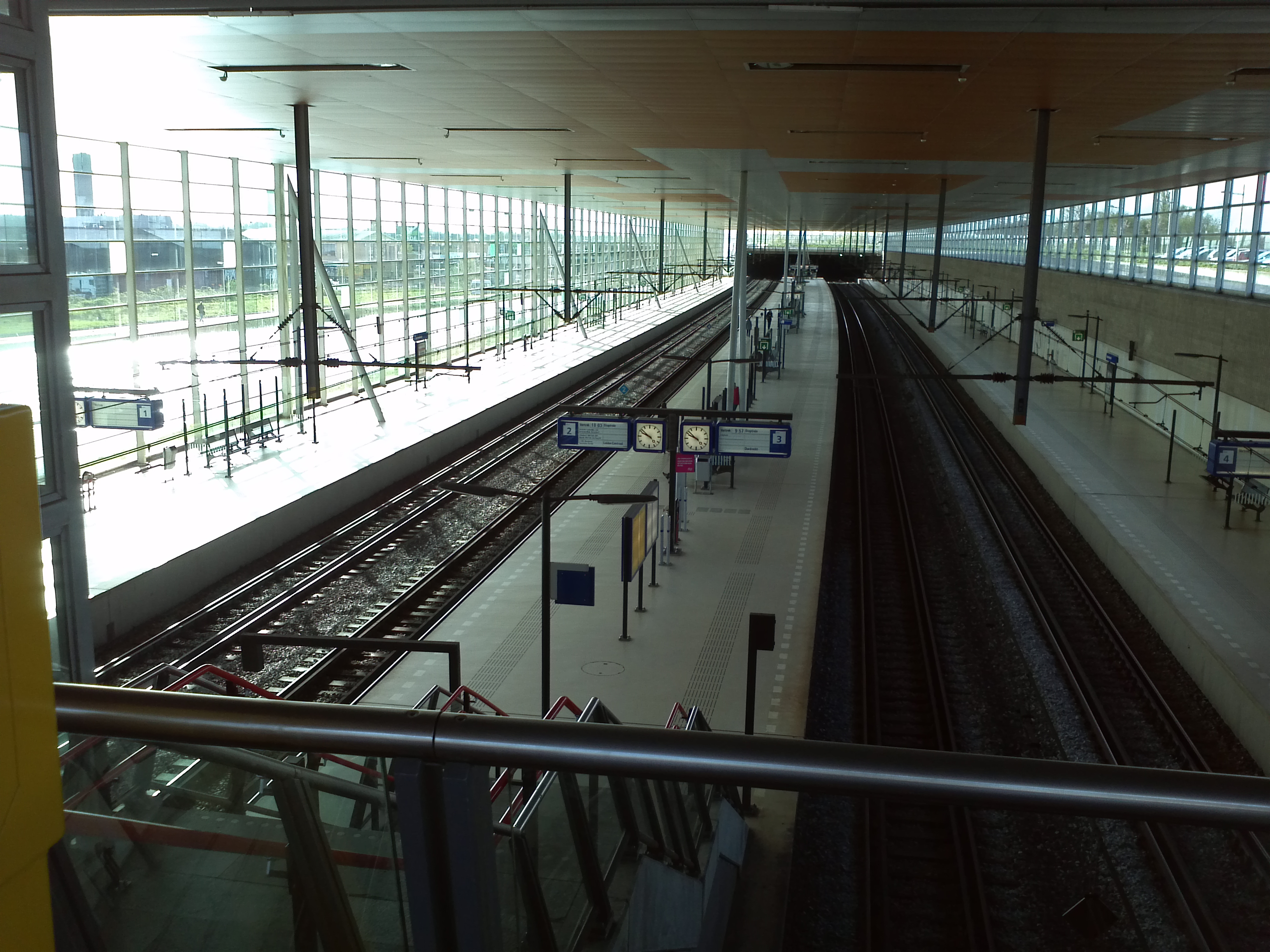
Station Barendrecht

Barendrecht heeft veel openbaarvervoerfaciliteiten. Vier OV-bedrijven doen Barendrecht aan via bus, trein of tram, en wel de RET per bus en tram, de NS per trein, Qbuzz per bus (vanuit de Drechtsteden) en Connexxion per bus (vanuit de Hoeksche Waard).
Op 24 september 2009 botsten nabij Barendrecht twee goederentreinen op elkaar. Hierbij viel 1 dode. De machinist van een naderende passagierstrein kon een botsing met de ontspoorde goederenwagons voorkomen. Het opruimen van de wrakstukken nam meerdere dagen in beslag. Om de twee goederentreinen los van elkaar te halen werden twee Leopardtanks van defensie ingezet.

## Cultuur

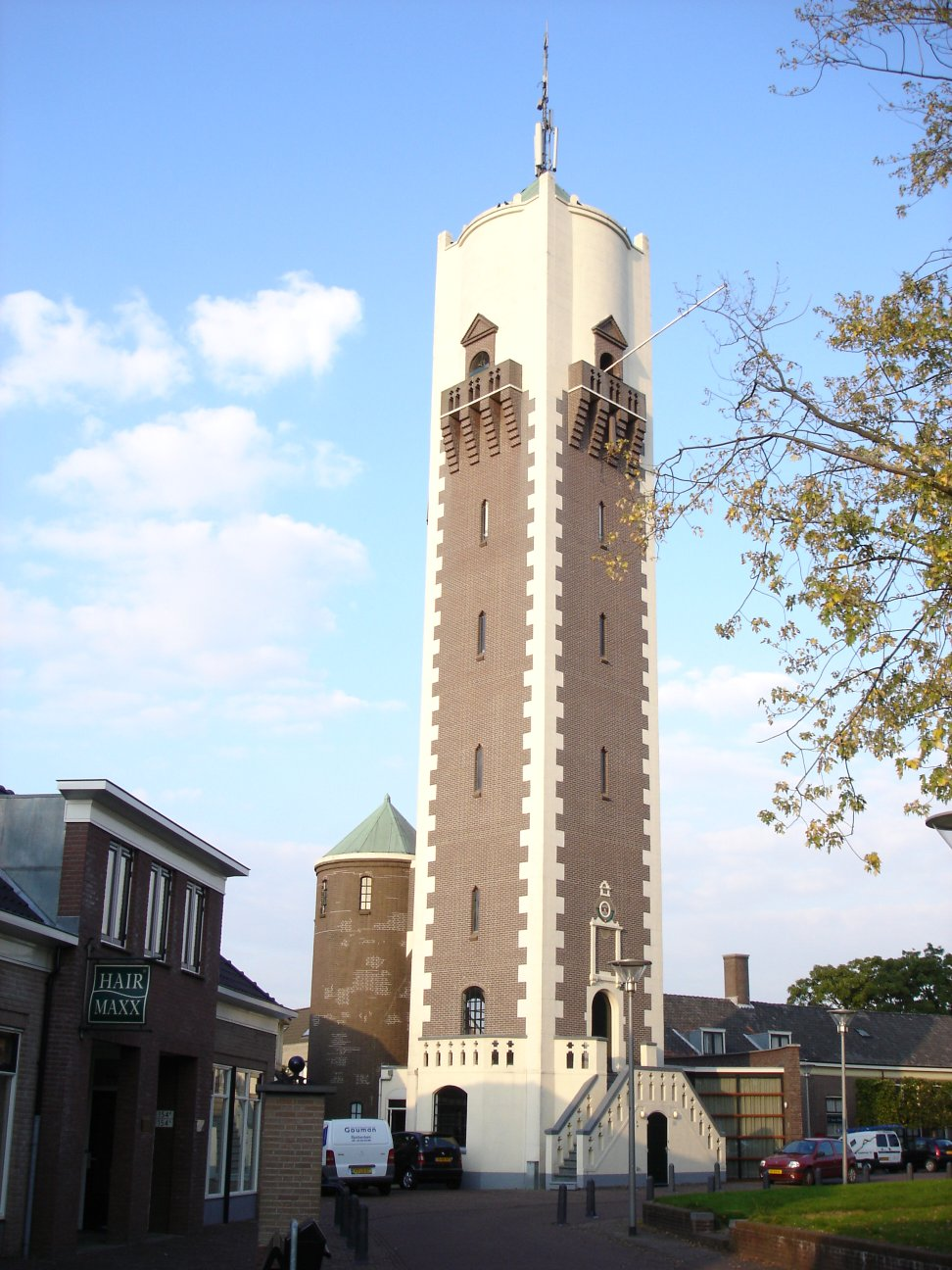
Barendrechtse watertoren

### Monumenten
In de gemeente zijn er een aantal rijksmonumenten, gemeentelijke monumenten, en oorlogsmonumenten, zie:
- Lijst van rijksmonumenten in Barendrecht
- Lijst van gemeentelijke monumenten in Barendrecht
- Lijst van oorlogsmonumenten in Barendrecht

### Natuur en recreatie
In de gemeente zijn er aantal plekken waar natuur en recreatie plekken zijn, zie;
- Zuidpolder
- Park Buitenoord
- Park Nieuweland
- Park Station Middeldijk
- Oude Maas
- Kooiwalbos

### Muziek
Poppodium De Beuk is een zelfstandig poppodium, waar naast optredens van (lokale) bands ook het jongerenwerk muzikale activiteiten heeft. Regionaal bekend is het jaarlijkse muziekfestival Along the TraX.

### Kunst in de openbare ruimte
In de gemeente Barendrecht zijn diverse beelden, sculpturen en objecten geplaatst in de openbare ruimte, zie:
- Lijst van beelden in Barendrecht

## Onderwijs
Barendrecht heeft twaalf basisscholen en vier vestigingen van scholen voor middelbaar onderwijs, onder andere van het Dalton Lyceum Barendrecht, Edudelta College en de CSG Calvijn bestaande uit de locaties Portus Groene Hart en Focus Beroepsacademie.

## Sportverenigingen
- VV Smitshoek (voetbal)
- BVV Barendrecht (voetbal)
- CAV Energie (atletiek)
- HC Barendrecht (hockey)
- Zwem- en Poloclub Barendrecht
- Korfbalvereniging Vitesse (korfbal)
- Taveba (tafeltennis)
- CVV Spirit (volleybal)
- The Flying Shuttle Barendrecht (badminton)
- Roeivereniging Barendrecht (roeien)
- GV Barendrecht (turnen)
- Dance Barendrecht (dansen)
- CBV Binnenland (basketbal)
- Schaakvereniging Barendrecht (schaken)
- Carnisse Sharks (basketbal)

Verder zijn er in Barendrecht ook verenigingen actief in de sporten tennis en handbal.

## Religie
In Barendrecht bevinden zich verschillende kerken. Zo is er een Christelijke Gereformeerde Kerk (de Eben Haezerkerk), een Katholieke kerk, een Nederlandse Gereformeerde Kerk, een Gereformeerde Gemeente (de Zuiderhavenkerk), een Hersteld Hervormde Gemeente, een Protestantse gemeente en een Rafaëlgemeente.

## Bekende inwoners

### Geboren
- Cornelis Herfst Adriaan van der Mijle (1867-1951), rechts-nationaal politicus
- Martien Beversluis (1894-1966), dichter en romanschrijver
- Karel Hendrik van Brederode (19e eeuw), architect
- Driekus Barendregt (1930-1998), boer en SGP-politicus
- Hans Dercksen (1932-2024), pianist
- Kees Jiskoot (1933-2015), vertaler van Slavische letterkundigen
- Ad Verhoeven (1933-1976), voetballer
- Anton Heiden (1960), waterpolospeler
- Michel Beukers (1961), ex-profvoetballer
- Hans Tanis (1961), SGP-politicus
- Jan van der Stoep (1968), filosoof en bijzonder hoogleraar
- Liz Weima (1969), golfspeler
- Michiel Grauss (1970), CU-politicus
- Marco Booij (1973), waterpolospeler
- Inge de Bruijn (1973), olympisch zwemkampioene
- Jet Sol (1977), presentatrice, voice-over
- Ties Theeuwkens (1985), basketballer
- Anwar El Ghazi (1995), voetballer
- Finn Stokkers (1996), voetballer
- Oliver Pesch (1997), singer-songwriter

### Overleden
- Suze Groeneweg (1940), SDAP-politica
- Jacob van den Brink (1989), CHU/CDA-politicus, burgemeester
- Cor Veldhoen (2005), voetballer
- Jan Karbaat (2017), arts, spermadonor
- Willem Scholten (2017), directeur van het Havenbedrijf Rotterdam
- Gerard Kerkum (2018), voetballer, voetbalclubvoorzitter
- Reinier Kreijermaat (2018), voetballer
- Eddy Pieters Graafland (2020), voetbaldoelman

## Aangrenzende gemeenten
| Aangrenzende gemeenten | Aangrenzende gemeenten | Aangrenzende gemeenten | Aangrenzende gemeenten | Aangrenzende gemeenten |
| ---------------------- | ---------------------- | ---------------------- | ---------------------- | ---------------------- |
|                        |                        | Rotterdam              |                        | Ridderkerk             |
|                        |                        |                        |                        |                        |
| Albrandswaard          |                        |                        |                        |                        |
|                        |                        |                        |                        |                        |
|                        |                        | Hoeksche Waard         |                        | Zwijndrecht            |

## Externe bron
- Gemeente Barendrecht

- Gemeinsame Normdatei: 4292110-7
- Library of Congress Control Number: nr90019706
- MusicBrainz: 98256d18-2656-4f2b-9181-d25c12281d2b
- Nationale Bibliotheek van Tsjechië: ge339151
- Nationale Bibliotheek van Israël: 987007538153705171
- Virtual International Authority File: 154041553

Kernen: Barendrecht · Smitshoek

Buurtschappen: Barendrechtse Veer · Carnisse · Koedood

Zuid-Holland · Steden en dorpen
Albrandswaard · Barendrecht · Capelle aan den IJssel · Delft · Den Haag · Krimpen aan den IJssel · Lansingerland · Leidschendam-Voorburg · Maassluis · Midden-Delfland · Nissewaard · Pijnacker-Nootdorp · Ridderkerk · Rijswijk · Rotterdam · Schiedam · Vlaardingen · Voorne aan Zee · Wassenaar · Westland · Zoetermeer
Alblasserdam · Albrandswaard · Alphen aan den Rijn · Barendrecht · Bodegraven-Reeuwijk · Capelle aan den IJssel · Delft · Den Haag · Dordrecht · Goeree-Overflakkee · Gorinchem · Gouda · Hardinxveld-Giessendam · Hendrik-Ido-Ambacht · Hillegom · Hoeksche Waard · Kaag en Braassem · Katwijk · Krimpen aan den IJssel · Krimpenerwaard · Lansingerland · Leiden · Leiderdorp · Leidschendam-Voorburg · Lisse · Maassluis · Midden-Delfland · Molenlanden · Nieuwkoop · Nissewaard · Noordwijk · Oegstgeest · Papendrecht · Pijnacker-Nootdorp · Ridderkerk · Rijswijk · Rotterdam · Schiedam · Sliedrecht · Teylingen · Vlaardingen · Voorne aan Zee · Voorschoten · Waddinxveen · Wassenaar · Westland · Zoetermeer · Zoeterwoude · Zuidplas · Zwijndrecht

Steden en dorpen · Voormalige gemeenten · Nederland: Provincies · Gemeenten